# 罗伯特·普伦
罗伯特·普伦（英語：Robert Pullen，其姓也写作Polenius,Pullan,Pullein,Pullenus,Pullus，Pully和La Poule，1080年—1146年），英国神学家，被认为是牛津大学的创始人之一。

## 生平
早年在英格兰受教育，后到巴黎求学，并在索邦获得学位。1133年开始在牛津任教，广受欢迎。
在巴黎教授逻辑学和神学，学生有John of Salisbury。1143年左右，受教宗诺森二世之邀请去罗马。教宗於同年9月去世。普伦被新教宗雷定二世任命为樞機。史书有不同记录。